# Dorfkirche Waltersdorf (Heideblick)

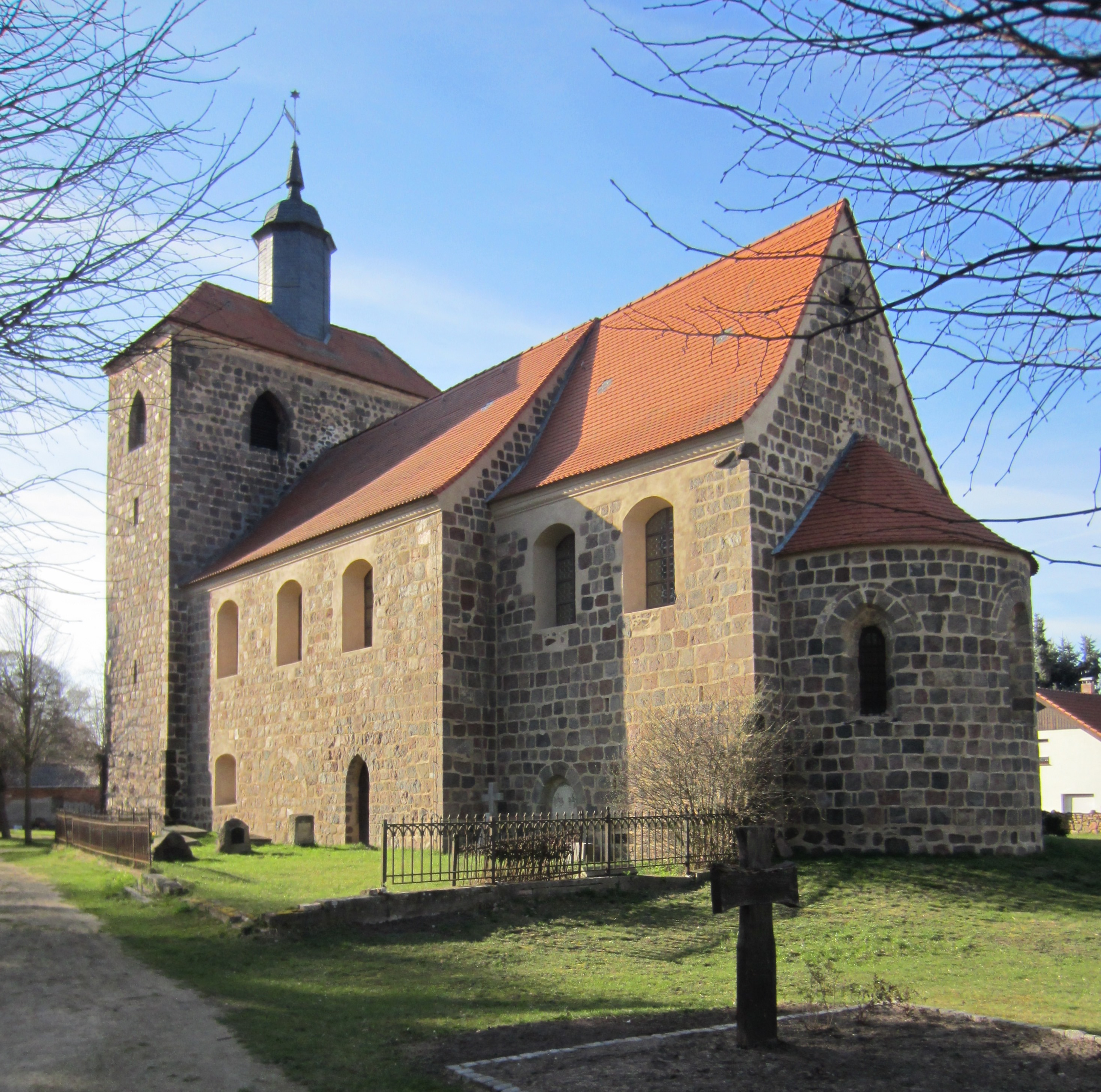
Dorfkirche Waltersdorf (Heideblick)

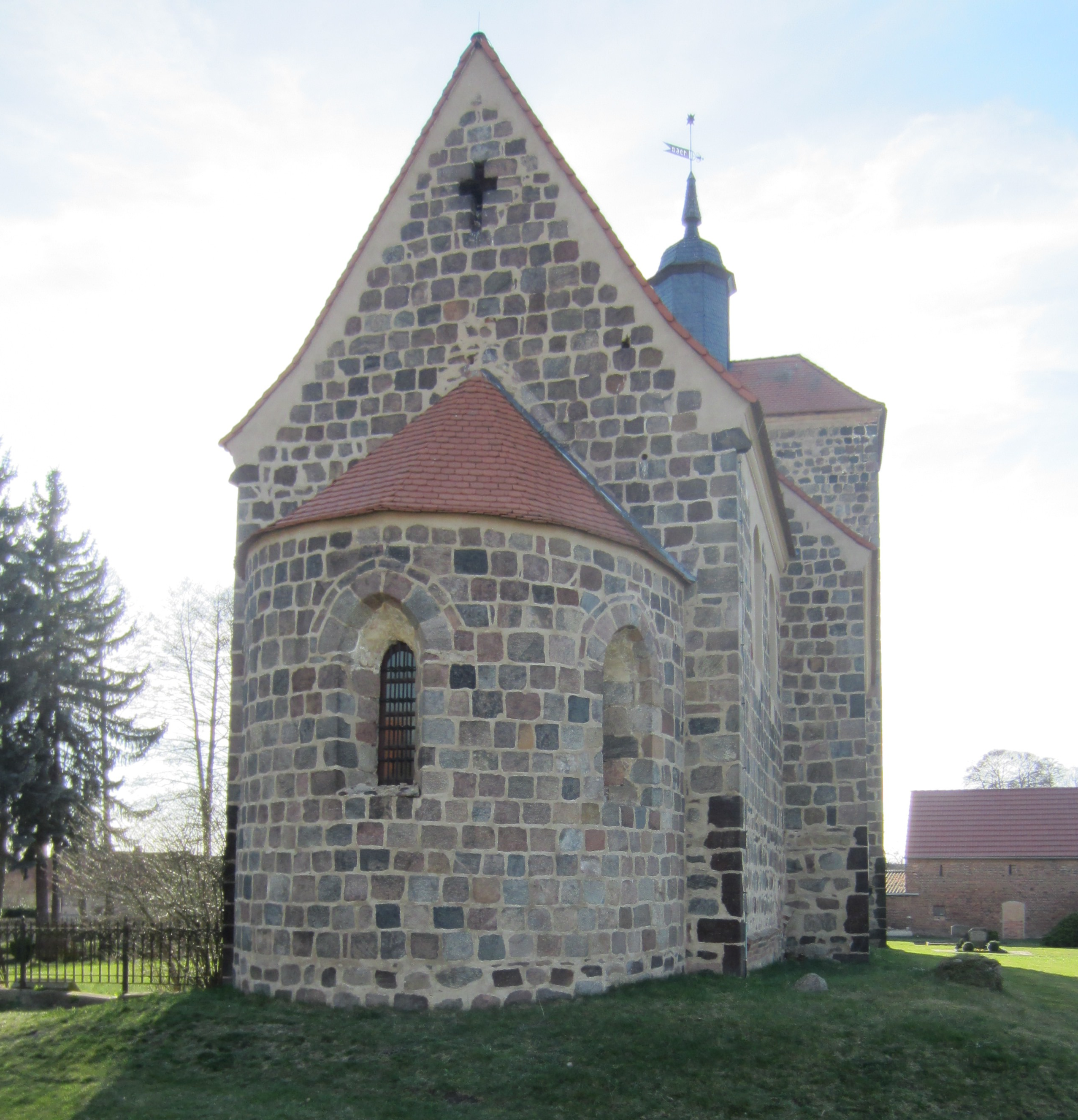
Ostansicht

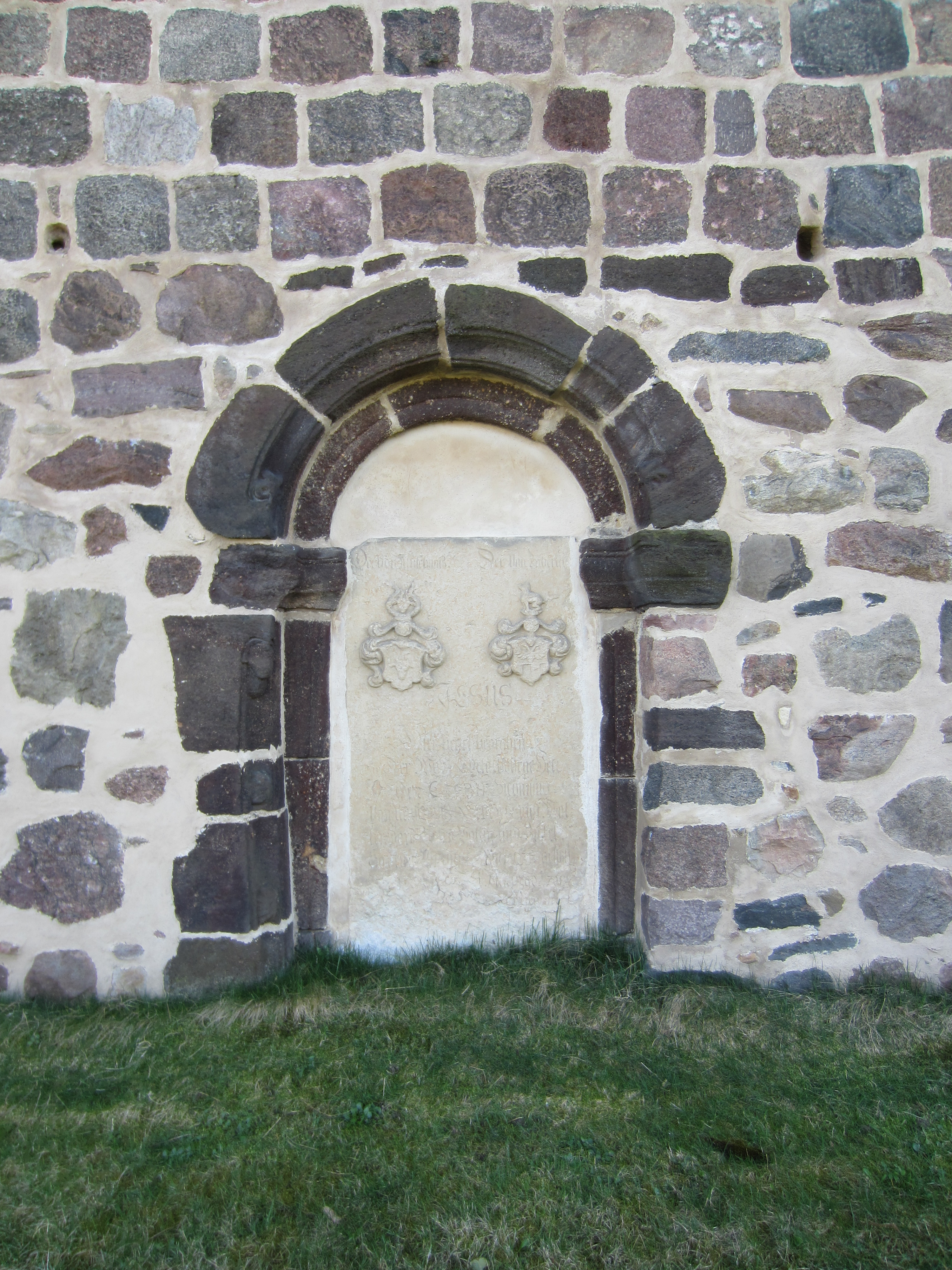
Vermauertes Nordportal mit Grabstein

Die evangelische Dorfkirche Waltersdorf ist eine spätromanische Feldsteinkirche im Ortsteil Waltersdorf von Heideblick im Landkreis Dahme-Spreewald in Brandenburg. Sie gehört zur Kirchengemeinde Waltersdorf im Pfarramt Langengrassau im Kirchenkreis Niederlausitz der Evangelischen Kirche Berlin-Brandenburg-schlesische Oberlausitz und kann nach Vereinbarung besichtigt werden.

## Geschichte und Architektur
Die Kirche Waltersdorf ist eine spätromanische Saalkirche in vollständiger Anlage aus Raseneisenstein und Feldsteinquadern mit eingezogenem, quadratischem Chor, einer Ostapsis und dem leicht aus der Flucht der Schiffswände vortretenden Westquerturm. Der Westturm und Teile des Schiffs sind in zwei deutlich sich abzeichnenden Abschnitten entstanden. Er wurde in der ersten Hälfte des 13. Jahrhunderts begonnen und nach der Mitte des 13. Jahrhunderts vollendet. Aus der ersten Phase stammen die unteren Wandzonen des Turms aus deutlich gröberem Mauerwerk mit einer Eckeinfassung aus Raseneisenstein. Auf der Nordseite des Schiffs ist in einer gleichartigen Mauerpartie ein gestuftes Rundbogenportal mit wohlgeformten Profilen (Schiffskehle) und Kämpfern angeordnet. In der Kehle des linken Gewändes findet sich ein verwitterter Kopf, der um 1220/30 nachträglich eingefügt wurde. Die Öffnungen der Apsis sind leicht spitzbogig und mit einer Quaderrahmung versehen, über ihnen liegt eine Flachschicht; die anderen Öffnungen sind flachbogig in Backstein ausgeführt. Auf der Südseite ist die Priesterpforte erhalten, das alte Südportal wurde vermauert. Das kleinere Südportal, das ehemals hinter der Patronatsloge lag, wurde 1934 erneuert. Das Innere wird von einheitlich großen stichbogigen Fenster in Backsteineinfassung erhellt und von einem Westportal erschlossen. Sowohl die Fenster als auch das Portal wurden wohl gegen Ende des 18. Jahrhunderts erweitert. Der Turm zeigt ein kleines Kreisfenster auf der Westseite, das Glockengeschoss mit schlichten spitzbogigen Schallöffnungen ist etwas jünger; der Dachreiter auf dem Walmdach stammt von 1790. Eine Restaurierung erfolgte im Jahr 1934. In den Jahren 1994–96 wurde das Bauwerk nach längerer Zeit der Vernachlässigung und des Verfalls wiederhergestellt und 1997 wieder eingeweiht.
Das Innere wird von einer Bretterdecke abgeschlossen, die Apsis schließt mit einer Halbkuppel. Sowohl Triumphbogen als auch Apsisbogen sind als steile Spitzbögen ausgeführt; die große Öffnung zum Turm wurde vermauert. Eine Hufeisenempore wurde in der ersten Hälfte des 19. Jahrhunderts eingebaut. In der Apsis sind südlich und nördlich zwei rechteckige Nischen angeordnet. An der Südwand des Chors finden sich Reste spätgotischer Wandmalerei, darunter drei Szenen mit Darstellungen von Lastern und Todsünden sowie einer Vorhangmalerei vom Ende des 15. Jahrhunderts.

## Ausstattung
Der Altaraufsatz aus dem dritten Viertel des 17. Jahrhunderts wurde 1934 restauriert; die Barockfassung wurde 2004 freigelegt und restauriert. Er besteht aus einer Ädikula in strengen Architekturformen mit seitlich angeordneten Wangen mit Wappenmedaillons; die Akanthuswangen 1934 wurden hinzugefügt; auf dem Gebälk sind Figuren der Evangelisten aus der Mitte des 18. Jahrhunderts angeordnet. Das Abendmahlsgemälde der Predella stammt aus dem Jahr 1626.
Die Kanzel mit einem Korb mit Ecksäulchen auf Balusterstütze und einem Schalldeckel mit bekrönendem Tannenzapfen stammt aus dem dritten Viertel des 17. Jahrhunderts. Die 1766 datierte Sandsteintaufe zeigt eine achtseitige Vasenform mit Rocailledekor und ist an den Hauptseiten mit Wappenkartuschen und Engelsköpfen geschmückt; auf dem hölzernen Deckel trägt ein Putto das Lesepult.
Außen ist im zugesetzten Nordportal ein Grabstein des Caspar Siegismund von Muschwitz († 1708) angebracht.

## Orgel
Die Orgel in einem Orgelprospekt mit Rokokodekor von 1749 ist ein Werk des Orgelbauers Carl Gotthold Claunigk von 1793 aus Sonnewalde. Sie wurde 1998/99 durch den Orgelbau Waltershausen/Thüringen restauriert und hat zehn Register auf einem Manual und Pedal. Die Disposition lautet:
| Manual C–d3     |       |
| Grobgedackt B/D | 8′    |
| Violdigambo     | 8′    |
| Flötraver D     | 8′    |
| Principal       | 4′    |
| Kleingedakt     | 4′    |
| Octave          | 2′    |
| Quinte          | 1 ⁄2′ |
| Cornet III D    |       |
| Mixtur III B    |       |

| Pedal C–d1 |     |
| Subbass    | 16′ |
| Violonbass | 8′  |

- Tremulant
- Cymbelstern
- Pedal Coppel
- Calcant